# Episteme mundina
Episteme mundina is een vlinder uit de familie van de uilen (Noctuidae). De wetenschappelijke naam van de soort is, als Eusemia mundina, voor het eerst geldig gepubliceerd in 1912 door Jordan.